# Ovule (pharmacie galénique)
Pour les articles homonymes, voir Ovule (homonymie).

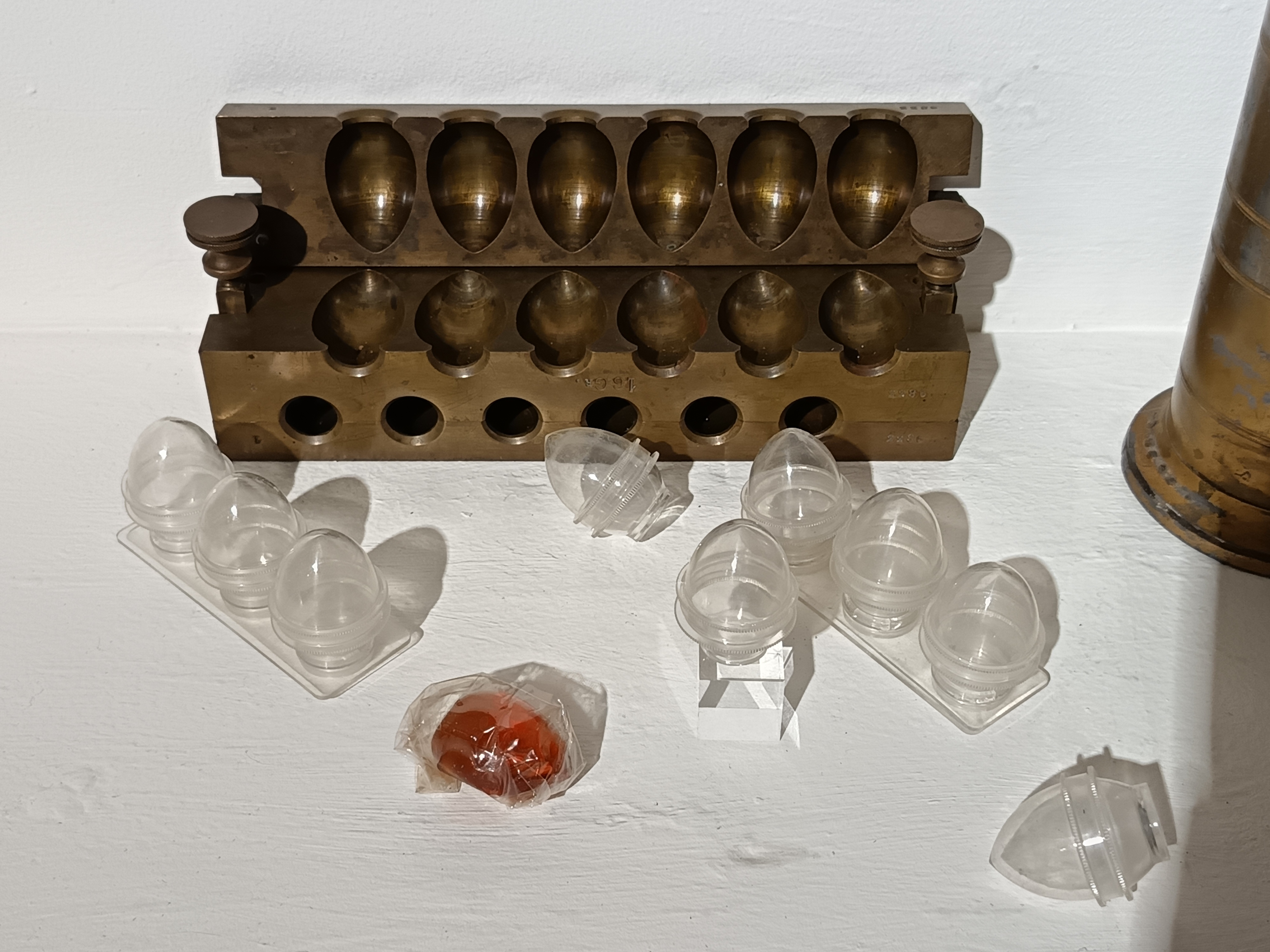
Forme galénique d'ovule avec un exemple d'ovule pleine, Droguier de l'université Lyon 1.

En pharmacie galénique, un ovule ou ovule gynécologique ou suppositoire vaginal est une forme galénique solide, de forme le plus souvent ovoïde, destinée à une application par voie vaginale, c'est-à-dire au niveau du vagin. Les ovules sont généralement obtenue par moulage. Les ovules sont de plus en plus délaissés au profit des comprimés vaginaux.

## Composition
Les ovules contiennent au moins un principe actif dissout ou dispersé dans un excipient approprié (soluble, ou pouvant se disperser dans l'eau, ou fondant à la température du corps) :
- eau ;
- excipients gras identiques à ceux des suppositoires ;
- excipients hydrosoluble : gélatine, glycérine, PEG, dérivés de cellulose.

Les ovules peuvent aussi contenir des agents diluants, des absorbants, des tensioactifs, des lubrifiants, des conservateurs antimicrobiens et des colorants.

## Exemples

### En Belgique
(cette liste englobe également les comprimés vaginaux) 
- Aacifemine : ovules à l'estriol (0,5 mg)
- Canestene gyn clotrimazole : comprimés vaginaux au clotrimazole (100 mg ou 500 mg)
- Flagyl : ovules au métronidazole (500 mg) ; sous le nom de Flagyl sont également commercialisées des spécialités à usage oral (comprimés) ou parentéral (sacs pour perfusion, réservés à l'usage hospitalier)
- Gynoflor : comprimés vaginaux (association d'estriol (0,03 mg) + Lactobacillus acidophilus 50 mg)
- Gynomyk : ovules au nitrate de butoconazole (100 mg)
- Gyno-Daktarin : ovules au nitrate de miconazole (200 mg ou 1,2 g)
- Ortho-Gynest Dépôt : ovules à l'estriol (3,5 mg)
- Tricandil : comprimés vaginaux à la mépartricine (25,000 UI)
- Vagifem : comprimés vaginaux à l'estradiol (25 μg)

Statut légal : soumis à prescription, excepté Gyno-Daktarin qui est en vente libre.